# ACE (computador)

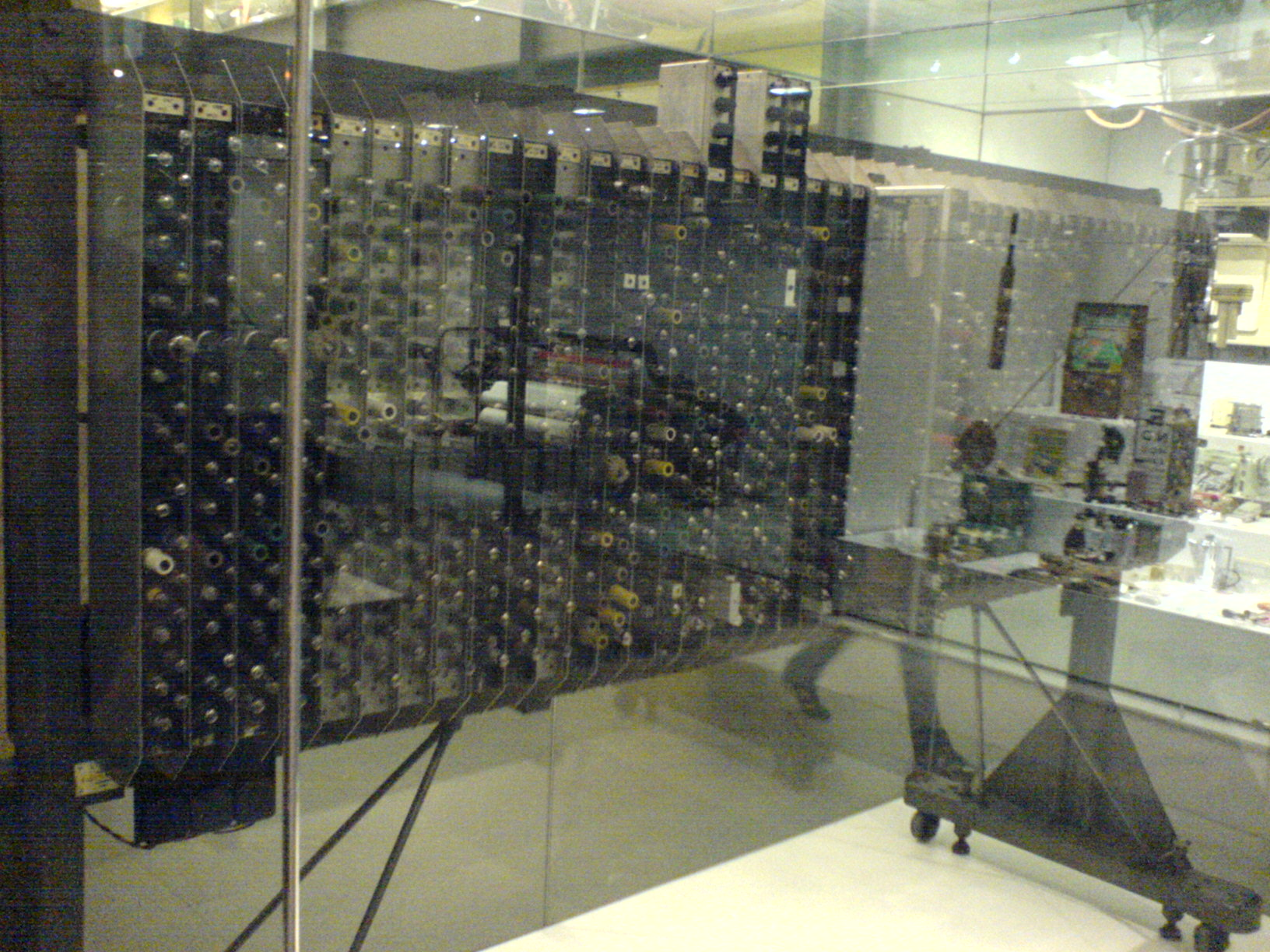
Válvulas do Pilot ACE.

O ACE (Automatic Computing Engine) foi o primeiro computador projetado no Reino Unido, uma realização de Alan Turing em 1946.

## Histórico
Em 19 de Fevereiro de 1946, Turing apresentou um relatório ao Comitê Executivo do National Physical Laboratory (NPL), onde detalhava o primeiro desenho completo de um computador de programa armazenado. Diferentemente da maioria das máquinas pioneiras, não tinha nada que ver com o EDVAC, mas era um projeto completamente independente, contemporâneo ao EDVAC. 
O ACE tinha uma palavra de 48-bits. Utilizava memória tipo delay line, e continha cerca de 7000 válvulas. Levava cerca de 448 microssegundos para fazer uma multiplicação.
Devido a várias dificuldades, a primeira versão realmente construída do ACE foi a Pilot ACE, uma implementação menor do projeto original de Turing. A versão completa só foi construída mais tarde, em fins dos anos 1950 e ficou operacional em 1957, mas já estava praticamente obsoleta devido ao uso de delay line como memória principal.